# Liste de mines au Mexique
Voici une liste de mines situées au Mexique.

## Liste
| numéro | image | nom                         | ressources | lieu | géolocalisation               | propriétaire |
| ------ | ----- | --------------------------- | ---------- | ---- | ----------------------------- | ------------ |
| 1      |       | mine de Naica               |            |      | 27° 51′ 03″ N, 105° 29′ 47″ O |              |
| 2      |       | mine La Caridad             | cuivre     |      | 30° 19′ 16″ N, 109° 33′ 23″ O |              |
| 3      |       | Mine Proaño                 |            |      | 23° 09′ 43″ N, 102° 52′ 23″ O |              |
| 4      |       | mine de Peñasquito          |            |      | 24° 51′ 43″ N, 101° 28′ 36″ O |              |
| 5      |       | San Juan Bautista de Sonora |            |      |                               |              |
| 6      |       | Tayopa                      |            |      |                               |              |
| 7      |       | Mine Buenavista             |            |      |                               |              |
| 8      |       | Mine Chalchihuites          |            |      |                               |              |
| 9      |       | mine de Cananea             |            |      | 30° 58′ 12″ N, 110° 19′ 41″ O |              |
| 10     |       | Mine El Pilar               |            |      |                               |              |
| 11     |       | Mine La Colorada            |            |      |                               |              |
| 12     |       | Mine El Creston             |            |      |                               |              |
| 13     |       | Mine Dolores                |            |      |                               |              |
| 14     |       | Mine Morelos                |            |      |                               |              |
| 15     |       | Mine El Arco                |            |      |                               |              |
| 16     |       | Mine Pitarrilla             |            |      |                               |              |
| 17     |       | Mine Naranjal               |            |      |                               |              |
| 18     |       | Mine Los Filos              |            |      |                               |              |
| 19     |       | Mine Noche Buena            |            |      |                               |              |
| 20     |       | Mine Camino Rojo            |            |      |                               |              |
| 21     |       | Mine Molango                |            |      |                               |              |
| 22     |       | mine de Dolores             | argent, or |      | 28° 59′ 44″ N, 108° 32′ 19″ O |              |